# Nocardia
Nokardia (Nocardia) – rodzaj tlenowych katalazo-dodatnich bakterii Gram-dodatnich. Tworzą rozgałęzione, nitkowate struktury, rosną na podłożach nieselektywnych. Występują powszechnie w glebie na całym świecie. Wywołują nokardiozy płucne oraz skórne. Nazwę zawdzięczają Edmondowi Nocardowi, który odkrył i jako pierwszy opisał te bakterie.

## Historia
Drobnoustroje te zostały odkryte w 1888 przez francuskiego weterynarza Edmonda Nocarda i nazwane od jego nazwiska. Opisał on bakterię wyizolowaną z węzłów chłonnych bydła, którą wówczas nazwano Streptothrix farcinica. Następnie, dwa lata później, opisano u pracownika huty szkła chorobę płuc ze zmianami w mózgu. Czynnikowi etiologicznemu nadano nazwę Cladotrix asteroides, a później zmieniono na Nocardia asteroides. Do 1990 roku poznano ok. 20 gatunków z tego rodzaju. Do 2014 liczba opisanych gatunków wzrosła do 87.

## Budowa
Nokardie tworzą rozgałęzione, nitkowate formy. Strukturą przypominają strzępki grzybów. Ściana komórkowa jest podobna do występującej u prątków, zalicza się ją do typu IV. Ściana komórkowa zawiera m.in. arabinozę, galaktozę, które pochodzą z arabinogalaktanu, kwas tuberkulostearynowy i kwasy mykolowe. Te ostatnie są krótsze niż u Mycobacterium.
Większość szczepów Nocardia posiada trehalozę, która razem z kwasami mykolowymi tworzy tzw. czynnik wiązkowy. Jest on ważnym elementem patogenności, ponieważ ułatwia przeżycie bakterii w organizmie gospodarza.

## Fizjologia
Bakterie te są Gram-dodatnie, katalazo-dodatnie i ściśle tlenowe. Mają zdolność utleniania węglowodanów oraz rozkładania kwasów tłuszczowych, węglowodorów i steroidów. Nokardie rosną na podłożach nieselektywnych, które są używane do hodowli zarówno bakterii, jak i grzybów. Ich wzrost jest powolny. Pierwsze kolonie można zaobserwować dopiero po 3-5 dniach inkubacji. Mogą być one suche, woskowate, różnych kolorów – od białego do pomarańczowego, a także kruche, ziarniste lub miękkie. Są oporne na lizozym.
Najlepszą temperaturą do ich wzrostu jest 30–37 °C.
Podczas obserwacji pod mikroskopem widoczne są strzępki powietrzne, wystające ponad powierzchnię kolonii. Struktury te oraz słaba kwasooporność służą do szybkiej identyfikacji tego rodzaju.

## Systematyka
Taksonomia rodzaju ulegała wielokrotnie zmianom. Według systemu, który zaproponował Erko Stackebrandt ze współpracownikami (1997), rodzaj ten należy do rodziny Nocardiaceae, podrzędu Corynebacterineae, rzędu Actinemycetales, podklasy Actinobacteridae, klasy Actinobacteria.
Obecnie wyróżnia się 87 znanych gatunków, m.in.:
- N. asteroides
- N. farcinica
- N. nova
- N. brasiliens
- N. otitidiscaviarum[3][9]
- N. cyriacigeorgici[6][10]
- N. pseudobrasiliensis
- N. wallacei
- N. Veterána
- N. kruczakiae
- N. africana[6]
- N. cerradoensis[8]
- N. transvalensis[11]

Autorzy opisy N. cyriacigeorgici przedstawili następujące drzewo filogenetyczne rodzaju:
|  | N. abscessus                                                                       |
|  |                                                                                    |
|  | \| \| N. transvalensis \| \| \| \| \| \| N. farcinica, N. brasiliensis \| \| \| \| |
|  |                                                                                    |
|  | N. transvalensis                                                                   |
|  |                                                                                    |
|  | N. farcinica, N. brasiliensis                                                      |
|  |                                                                                    |

|  | N. transvalensis              |
|  |                               |
|  | N. farcinica, N. brasiliensis |
|  |                               |

|  | N. abscessus                                                                       |
|  |                                                                                    |
|  | \| \| N. transvalensis \| \| \| \| \| \| N. farcinica, N. brasiliensis \| \| \| \| |
|  |                                                                                    |
|  | N. transvalensis                                                                   |
|  |                                                                                    |
|  | N. farcinica, N. brasiliensis                                                      |
|  |                                                                                    |

|  | N. transvalensis              |
|  |                               |
|  | N. farcinica, N. brasiliensis |
|  |                               |

|  | N. cyriacigeorgici                                                                          |
|  |                                                                                             |
|  | \| \| N. flavorosea, N. carnea \| \| \| \| \| \| N. brevicatena, N. paucivorans \| \| \| \| |
|  |                                                                                             |
|  | N. flavorosea, N. carnea                                                                    |
|  |                                                                                             |
|  | N. brevicatena, N. paucivorans                                                              |
|  |                                                                                             |

|  | N. flavorosea, N. carnea       |
|  |                                |
|  | N. brevicatena, N. paucivorans |
|  |                                |

|  | N. abscessus                                                                       |
|  |                                                                                    |
|  | \| \| N. transvalensis \| \| \| \| \| \| N. farcinica, N. brasiliensis \| \| \| \| |
|  |                                                                                    |
|  | N. transvalensis                                                                   |
|  |                                                                                    |
|  | N. farcinica, N. brasiliensis                                                      |
|  |                                                                                    |

|  | N. transvalensis              |
|  |                               |
|  | N. farcinica, N. brasiliensis |
|  |                               |

|  | N. abscessus                                                                       |
|  |                                                                                    |
|  | \| \| N. transvalensis \| \| \| \| \| \| N. farcinica, N. brasiliensis \| \| \| \| |
|  |                                                                                    |
|  | N. transvalensis                                                                   |
|  |                                                                                    |
|  | N. farcinica, N. brasiliensis                                                      |
|  |                                                                                    |

|  | N. transvalensis              |
|  |                               |
|  | N. farcinica, N. brasiliensis |
|  |                               |

|  | N. cyriacigeorgici                                                                          |
|  |                                                                                             |
|  | \| \| N. flavorosea, N. carnea \| \| \| \| \| \| N. brevicatena, N. paucivorans \| \| \| \| |
|  |                                                                                             |
|  | N. flavorosea, N. carnea                                                                    |
|  |                                                                                             |
|  | N. brevicatena, N. paucivorans                                                              |
|  |                                                                                             |

|  | N. flavorosea, N. carnea       |
|  |                                |
|  | N. brevicatena, N. paucivorans |
|  |                                |

|  | N. nova, N. vaccinii                                                            |
|  |                                                                                 |
|  | \| \| N. seriolae \| \| \| \| \| \| N. uniformis, N. otidiscaviarum \| \| \| \| |
|  |                                                                                 |
|  | N. seriolae                                                                     |
|  |                                                                                 |
|  | N. uniformis, N. otidiscaviarum                                                 |
|  |                                                                                 |

|  | N. seriolae                     |
|  |                                 |
|  | N. uniformis, N. otidiscaviarum |
|  |                                 |

|  | N. nova, N. vaccinii                                                            |
|  |                                                                                 |
|  | \| \| N. seriolae \| \| \| \| \| \| N. uniformis, N. otidiscaviarum \| \| \| \| |
|  |                                                                                 |
|  | N. seriolae                                                                     |
|  |                                                                                 |
|  | N. uniformis, N. otidiscaviarum                                                 |
|  |                                                                                 |

|  | N. seriolae                     |
|  |                                 |
|  | N. uniformis, N. otidiscaviarum |
|  |                                 |

|  | N. nova, N. vaccinii                                                            |
|  |                                                                                 |
|  | \| \| N. seriolae \| \| \| \| \| \| N. uniformis, N. otidiscaviarum \| \| \| \| |
|  |                                                                                 |
|  | N. seriolae                                                                     |
|  |                                                                                 |
|  | N. uniformis, N. otidiscaviarum                                                 |
|  |                                                                                 |

|  | N. seriolae                     |
|  |                                 |
|  | N. uniformis, N. otidiscaviarum |
|  |                                 |

|  | N. nova, N. vaccinii                                                            |
|  |                                                                                 |
|  | \| \| N. seriolae \| \| \| \| \| \| N. uniformis, N. otidiscaviarum \| \| \| \| |
|  |                                                                                 |
|  | N. seriolae                                                                     |
|  |                                                                                 |
|  | N. uniformis, N. otidiscaviarum                                                 |
|  |                                                                                 |

|  | N. seriolae                     |
|  |                                 |
|  | N. uniformis, N. otidiscaviarum |
|  |                                 |

Należy do tlenowych promieniowców obok: Mycobacterium, Corynebacterium, Gordona oraz Tsukamurella.

## Znaczenie
Nokardie występują powszechnie na całym świecie. Są bakteriami glebowymi, biorącymi udział w biodegradacji i użyźnianiu. Rozkładają szczątki roślinne oraz inne substancje organiczne.

## Epidemiologia
Bakterie powszechnie występują na całym świecie w glebie bogatej w materię organiczną. Infekcje spowodowane przez bakterie Nocardia są egzogenne, czyli fizjologicznie drobnoustroje nie są częścią flory bakteryjnej człowieka. Zakażenie przenosi się poprzez kontaminację rany lub aspirację patogenów. Mogą być one przenoszone razem z kurzem. Transmisja z człowieka na człowieka nie została potwierdzona. Zwiększająca się liczba infekcji jest szczególnie widoczna w grupach podwyższonego ryzyka, w tym u osób zakażonych wirusem HIV, osób z przeszczepionymi narządami oraz przeszczepionym szpikiem kostnym. Również przyjmowanie sterydów, cukrzyca czy alkoholizm zwiększają ryzyko zachorowania.
W organizmie ludzkim nokardie nie występują nigdy jako saprotrofy. Na nokardiozę zapadają ludzie w każdym wieku, jednak najczęściej dotyczy to przedziału wiekowego 45-60 lat. Częściej chorują mężczyźni.

## Patogeneza

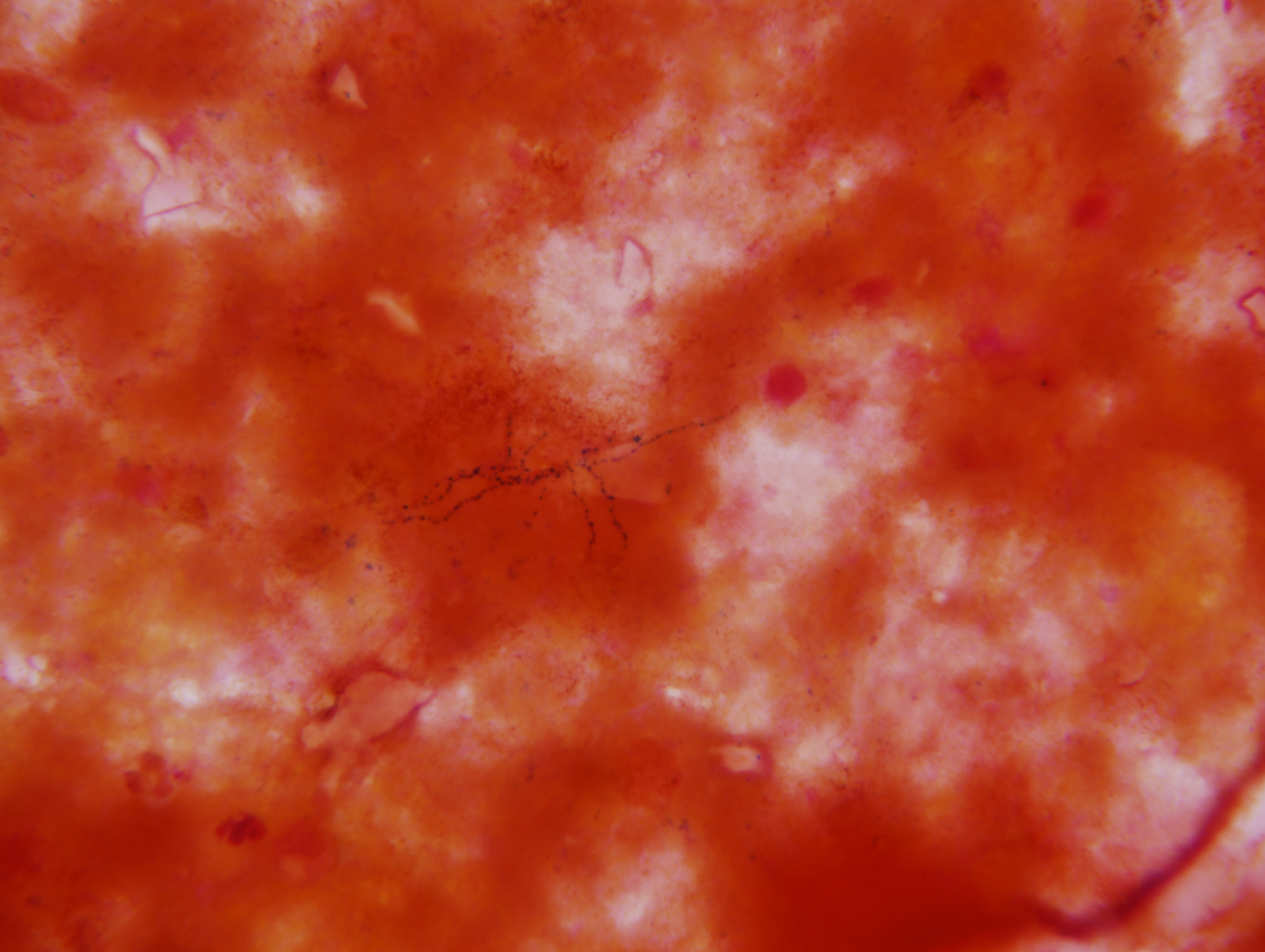
Nocardia znaleziona podczas biopsji mózgu.

Nokardie powodują zapalenia oskrzeli i płuc oraz nokardiozy skórne, które dzielą się na: zakażenie limfatyczno-skórne, mycetoma, zwaną również stopą madurską i powierzchniową infekcję z obecnością ropni lub zapalenia tkanki łącznej. Najwyższe ryzyko zakażenia jest obserwowane u chorych z AIDS, nowotworami złośliwymi, cukrzycą, poddanych immunosupresji, leczonych wysokimi dawkami kortykosteroidów, z proteinozą płuc oraz alkoholików. Zakażenia dróg oddechowych występują najczęściej u osób z niedoborami odporności. Zakażenie może się rozprzestrzeniać drogą krwiopochodną powodując ropnie w obrębie centralnego układu nerwowego i innych narządów.
Postać płucna jest skutkiem wdychania bakterii z rodzaju Nocardia i kolonizacji górnych dróg oddechowych, a następnie aspiracji wydzieliny do niższych partii układu oddechowego. Klinicznie choroba może przebiegać podobnie do gruźlicy, z obecnością kaszlu, odkrztuszaniem gęstej wydzieliny, bólem w klatce piersiowej, gorączką i nocnymi potami.
Za pierwotne infekcje skórne wśród osób o zdrowym układzie immunologicznym najczęściej odpowiedzialny jest gatunek Nocardia brasiliensis. Rozwój nokardiozy skórnej jest skutkiem infekowania uszkodzonych tkanek podskórnych oraz skóry. Infekcje wtórne skóry są spowodowane krwiopochodnym szerzeniem się zakażenia z zajętych płuc.
Nokardie wytwarzają różne toksyny oraz hemolizyny, jednak ich rola w patogenezie nie jest poznana. Najprawdopodobniej podstawowym mechanizmem odpowiedzialnym za chorobotwórczość jest zdolność do uniknięcia fagocytozy. Podczas gdy fagocyty kontaktują się z drobnoustrojami, dochodzi do wybuchu tlenowego, którego skutkiem jest uwolnienie toksycznych dla tych pierwszych produktów tlenowych.

## Mechanizmy oporności
Pierwszym mechanizmem jest opisana wyżej zdolność uniknięcia fagocytozy. Oprócz tego nokardie wydzielają katalazę i dysmutazę ponadtlenkową, które chronią przed zniszczeniem. Bakterie te mają zdolność do przetrwania oraz rozmnażania się w makrofagach. Jest to wynikiem: hamowania za pomocą czynnika wiązkowego fuzji lizosomu z fagosomem, blokowania obniżenia pH do kwaśnego w fagosomie oraz poprzez wykorzystanie enzymów jako źródła węgla, dzięki czemu nokardie nie zostaną zniszczone przez kwaśną fosfatazę.

## Diagnostyka

### Hodowla
W przypadku podejrzenia zajęcia dróg oddechowych przez bakterie z rodzaju Nocardia kilkukrotnie pobiera się plwocinę. Z racji tego, że drobnoustroje te są zazwyczaj obecne w tkankach oraz materiale pobranym z ropni, łatwo można je wykryć za pomocą mikroskopu, a później izolować z hodowli, jako materiał pobrany z dróg oddechowych, skóry czy centralnego układu nerwowego.
Potrzeba około tygodnia, aby wykryć je z pożywki. W pierwszym etapie bakterie klasyfikuje się na zasadzie obecności lub braku słabo kwasoopornych, rozbudowanych nitkowatych postaci i strzępek powietrznej grzybni. Ocena mikrobiologiczna na poziomie gatunku jest znacznie trudniejsza. Obecnie większości gatunków Nocardia nie można rozróżnić w oparciu o testy fenotypowe, takie jak np. test biochemiczny. Wymagana jest analiza molekularna RNA oraz genów odpowiadających za metabolizm komórkowy (np. geny białek szoku cieplnego).
Strzępki nokardii, które obserwuje się w zajętych tkankach, sprawiają, że są bardzo podobne do beztlenowych bakterii Actinomyces, ale w przeciwieństwie do nich najczęściej są słabo kwasooporne.
Gatunki Nocardia można hodować na większości pożywek, inkubowanych w atmosferze posiadającej ok. 5-10% dwutlenku węgla. Jednak z powodu powolnego wzrostu oraz konkurencji w postaci szybko namnażającej się flory komensalnej ich obecność może zostać niezauważona. W związku z tym, jeśli jest podejrzenie, że pobrany materiał może posiadać inny rodzaj bakterii, należy wówczas wykonać posiew na selektywne podłoża.
Dobrym podłożem do hodowli jest agar BCYE – pożywka służąca do izolacji bakterii Legionella, która świetnie nadaje się również do wzrostu nokardii pobranych z materiału z dróg oddechowych. Nocardia może też wzrastać na podłożach do hodowli grzybów i prątków. Wyniki z takich pożywek są jednak mniej wiarygodne, niż w wypadku zastosowania specjalnej bakteriologicznej pożywki.
Oprócz BCYE stosuje się również Agar z krwią baranią, agar Sabourauda, agar czekoladowy, podłoże Löwensteina-Jensena czy podłoże Bennetta. Do barwienia używa się najczęściej metody Kinyouna lub zmodyfikowanej metody Ziehla-Neelsena.

### Metoda biochemiczna
W celu zidentyfikowania poszczególnych gatunków Nocardia można zastosować zestaw testów biochemicznych. Są nimi m.in. test hydrolizy adeniny, kazeiny, ksantyny oraz hipoksantyny. Jednak ze względu na rosnącą liczbę opisanych gatunków oraz to, że większość gatunków jest niereaktywna w tych testach, metoda ta nie zapewnia niezawodnej identyfikacji.

### Metoda chemotaksonomiczna
Za pomocą HPLC, która ocenia chromograficzne wzorce kwasów mykolowych, można zidentyfikować Nocardia na poziomie rodzaju. Jednak kwasy te wykazują pewne podobieństwa, co uniemożliwia czasem scharakteryzowanie poszczególnych gatunków.

### Metody serologiczne
Większość testów wykorzystuje przetworzone lub pohodowlane homogenaty jako źródło antygenów. Są również dostępne techniki immunodyfuzji do wykrywania krążących przeciwciał przeciw nokardiom. Są jednak niespecyficzne oraz często niewiarygodne u osób z niedoborami odporności.

### Metody molekularne
Do metod tych zalicza się m.in. technikę PCR i rybotypowanie.

## Leczenie
W leczeniu infekcji stosuje się antybiotyki oraz zabiegi chirurgiczne np. drenaż ropnia.
W przypadku zakażeń miejscowych najczęściej stosowanym lekiem jest trimetoprim z sulfametoksazolem. W ciężkich przypadkach podaje się kombinację antybiotyków (np. amikacyna i karbapenem) lub cefalosporynę o szerokim spektrum działania. W celu dostosowania odpowiedniego leku należy wykonać badanie wrażliwości danego szczepu Nocardia na antybiotyk.
Z powodu możliwości rozprzestrzenienia się zakażenia i powstania infekcji rozsianej, antybiotykoterapia powinna trwać co najmniej 6 tygodni. Leczenie zakażeń miejscowych zazwyczaj jest skuteczne, natomiast w zakażeniu o ciężkim przebiegu rokowanie jest niepomyślne.
Z powodu powszechnego występowania nokardii nie można uniknąć ekspozycji. Zakażenia dróg oddechowych są jednak rzadkością u osób zdrowych immunologicznie. Zakażeń skórnych można uniknąć przez higienę oraz odpowiednie zabezpieczenie ran. W przypadku osób immunoniekompetentnych profilaktyką powikłań jest szybkie rozpoznanie i włączenie odpowiedniego leczenia.
Nie są znane żadne szczepionki przeciwko nokardiom.
Do metod profilaktyki można zaliczyć stosowanie odzieży ochraniającej skórę oraz otwarte rany podczas pracy przy ziemi.

## Oporność
Większość nokardii jest zazwyczaj oporna na wankomycynę, chloramfenikol, erytromycynę oraz klindamycynę. Z powodu wytwarzania β-Laktamaz wykazują również niewrażliwość na penicylinę. Można ją jednak zahamować kwasem klawulanowym.